# Colpo di fulmine (film 1942)
Colpo di fulmine (Puss n' Toots) è un film del 1942 diretto da William Hanna e Joseph Barbera. È il sesto cortometraggio animato della serie Tom & Jerry, prodotto dalla Metro-Goldwyn-Mayer e uscito il 30 maggio 1942. Il titolo originale è un'allusione alla fiaba Il gatto con gli stivali (il cui titolo in inglese è Puss in Boots). Il corto venne rieditato nel 1957.

## Trama
Mentre Tom sta giocherellando con Jerry, qualcuno porta una bella gattina a Mammy Due Scarpe perché se ne prenda cura per un po'. Tom se ne innamora a prima vista, e si fa bello per lei. Le offre un pesce e un canarino, ma lei non è interessata. Poi recupera Jerry (archiviato sotto la "M" in un archivio) e lo usa per fare alcuni trucchi di magia, facendolo apparire nel fiocco della gattina, in una scatola di cioccolatini e, infine, infilandolo dietro di sé. Mentre è intrappolato lì, Jerry afferra uno spillo e punge il sedere di Tom per liberarsi. Quindi scappa in un giradischi, e riesce a intrappolare Tom in esso. Jerry usa i tasti del giradischi per far impazzire la macchina e battere Tom. Con Tom completamente sconfitto (e il giradischi completamente distrutto), Jerry si fa bello, bacia la gattina e se ne va tronfio nella sua tana.

## Distribuzione

### Edizione italiana
Come nel primo doppiaggio del corto precedente, l'edizione italiana del film contiene un dialogo inventato di Jerry. In una scena il topo (con la voce di Isa Di Marzio) cerca aiuto al telefono, mentre nell'edizione originale si limita a fare due brevi urli.